# 圭里亞
圭里亞（西班牙語：Güiria），是委內瑞拉的城鎮，位於該國北部蘇克雷州，是巴爾德斯市的首府，鄰近千里達島，始建於1767年12月8日，海拔高度10米，2001年人口約40,000。